# Idaea epaphrodita
Idaea epaphrodita is een vlinder uit de familie van de spanners (Geometridae). De wetenschappelijke naam van de soort is voor het eerst geldig gepubliceerd in 1934 door Eugen Wehrli.